# Francesc Vayreda i Bofill
Francesc Vayreda i Bofill (Olot, 1927 - 2011) fou un arquitecte català.

## Biografia
Fill del pintor Francesc Vayreda i Casabó i Francesca Bofill, va néixer a Olot el 1927. El seu avi, el pintor Joaquim Vayreda i Vila, té un carrer dedicat al barri de Montbau de Barcelona, on ell hi construiria un edifici d'habitatges i l'església parroquial. Va estudiar a l'Escola Tècnica Superior d'Arquitectura de Barcelona (ETSAB), on es graduà el 1956. Va treballar sempre en equip, tret d'algunes petites obres, amb el company Pau Monguió i Abella. Va exercir de professor a l'ETSAB durant 18 anys en les càtedres de Topografia, Urbanisme i Projectes, amb els professors Ribas Piera, Oriol Bohigas i Robert Terradas. L'any 1958 Vayreda i Monguió van ingressar el Grup R, que aglutinava els arquitectes catalans moderns de la postguerra que van reaccionar contra l'academicisme de l'època, entre altres Josep Antoni Coderch, en Josep Maria Sostres o l'Antoni de Moragas. Va implicar-se de manera activa, conjuntament amb Dom Pere Busquets Sindreu, monjo de Montserrat i arquitecte, en l'organització de les 'Conversaciones de Arquitectura Religiosa' celebrades a Barcelona del 8 a l'11 d’octubre de 1963.

## Obra (selecció)
- El 1961 va projectar juntament amb Joan Montero Pazos i Jaume Seguí Alea el bloc J del polígon de Montbau.[1]

- Blocs d'habitatges al sud-oest del Besós, juntament amb Pau Monguió i Abella, Joan Montero Pazos i Jaume Seguí Alea.[1]

- Planta de Publicacions i Oficines CIDE del Col·legi d'Arquitectes de Catalunya (COAC), juntament amb Pau Monguió i Abella, el 1962, obra ja desapareguda, que va quedar finalista en la categoria Interiorisme en els premis FAD.[1]
- Parròquia de Sant Jeroni de Montbau, juntament amb Pau Monguió i Abella, 1963, obra registrada en el llistat del DoCoMoMo.[5][6]
- Casa Vayreda, al Prat de l'Eruga a Olot, juntament amb Pau Monguió i Abella, 1965, executada el 1967, i jardí dissenyat per Nicolau Mª Rubió i Tudurí.[7]
- Església de Sant Pau de Segúries, 1971.[4]